# Турска кухиња
Турска кухиња спада у категорију једне од најразноврснијих кухиња у целом свету јер се њени рецепти филтрирају у све кухиње широм Европе, Азије, Блиског истока и Африке.
Историјски развој турске кухиње може се посматрати кроз праћење периода културног развитка турског друштва. Док су живели као номадска племена централне Азије, Турци су се бавили сточарством и земљорадњом, што је условило исхрану богату овчјим, козјим и говеђим месом, као и различитим млечним производима. Доласком на тло Анадолије у исхрани се почињу уочавати извесне измене, као резултат додира са новим окружењем. У селџучком периоду (11-14. век) главни састојци у исхрани су били месо, брашно и масноће, као и конзумирање изнутрица. По примању исламске религије (10. век), усвојена су нека нова правила у исхрани, попут забране свињског меса, као и коњског и магарећег меса и млека. У том периоду почиње се осећати утицај арапске кухиње, који је и дан данас веома присутан у југоисточној Турској.

## Турска кухиња у прошлости
Турска кухиња потиче из централне Азије, првог дома Турака, а еволуирала је под утицајем континенталних и медитеранских култура са којима су се Турци сусрели након свог доласка у Анатолију. Турска је одувек била у средишту трговине, још од постанка Отоманског царства, поготово кад су у питању зачини. Отомански кувари су позајмљивали, адаптирали и усавршавали јела из свих других кухиња. Коришћење зачина у многим јелима и начин на који је грилована храна, посебно месо, изнад угља, сви суседни народи су усвојили од Турске. Исхрана у Турској, као и на осталим медитеранским местима, карактеристично је богата рибом, поврћем и њиховим специфичним зачинима која буде сва чула. Најчешће коришћени састојци су јагњетина, говедина, патлиџан, ораси, бели лук и сочиво. У великој количини користиле су се биљке и зачини, а најпопуларнији су били кумин, бибер, оригано, паприка и першун. Током историје, у доба Номада, дошло је до огромне конзумације млека и млечних производа, попут јогурта, сира и ајрана (пића налик јогурту). Ипак, два најпопуларнија пића у Турској постала су чувена широм света, јединствене врсте чаја, који се конзумира чак неколико пута дневно, и типична турска кафа. Док се краљевска кухиња развијала у Истанбулу, локалне кухиње у Анатолији су се множиле у регионима, и свака од њих је имала посебне карактеристике условљене различитим климатским и географским условима. Ове кухиње су, након што су векове провеле затворене у својим регијама, услед урбанизације започеле своје ширење што је резултирало да национална турска кухиња буде обогаћена мноштвом нових локалних рецепата.

## Одлике турске кухиње
- Основни састојак турске кухиње је хлеб
- Јела од теста заузимају посебно место
- Поред великог броја познатих врста ћевапа, месо се често спрема и као кувано јело у форми јаније
- Поврће је заступљено у великој мери и припрема се на различите начине
- Није уобичајено служити барено поврће као прилог главном јелу
- Пржени или свежи црни лук је основа скоро сваког јела
- У исхрани се обилато користи лековито и зачинско биље, од којих највише свежа или сушена нана.
- Велика пажња се поклања врсти масноће која се користи у припреми различитих јела. У употреби је путер, маргарин, кајмак и маслиново, односно сунцокретово уље.
- Веома значајна намирница је булгур, који се спрема сам, са месом или као додатак чорбама.
- Важно место припада киселом млеку, односно јогурту. Служи се као прелив за главно јело, сам или са белим луком.
- Сосови нису карактеристични за турску кухињу. Највише се користи парадајз пржен на уљу.
- Осим уобичајених прелива за колаче, често се користи пекмез.

## Јела од теста
Хлеб , као код већине других народа и култура, и код Турака представља основну намирницу.  У Турској се у различитим регионима припремају различите врсте хлеба. Поред познатих врста пшеничног белог и црног хлеба и хлеба од осталих житарица, постоје и врсте хлеба карактеристичне за турску кухињу. Хлеб и јела од теста представљају један од њених најзначајнијих сегмената.
Бурек је, без сумње, најпопуларнија врста јела од теста у турској кухињи, која је прихваћена и у другим кухињама балканског региона. Бурек се припрема од кора са надевом од млевеног меса, сира, спанаћа, кромпира, или од лиснатог теста. Посебна врста је кувани бурек који се прави од бареног теста филованог сиром, након чега се запече у рерни.
Постоје  и цигара бурек, ловачки бурек и пачанга бурек.
Чорек се од бурека разликује у томе што се спрема од чврстог теста. То је суво пециво округлог, односно овалног облика. Најпознатији представник овог пецива је ђеврек, пециво са сусамом познато на целом Балкану. У ову категорију јела од теста спадају погачице са различитим надевима, ачма-врста погачице без надева, кете-погачице с путером, као и веома популаран оброк пиде, који се састоји од теста у облику чамца, надевеног млевеним месом, сиром, јајима, качкаваљем или поврћем.

## Житарице
Значај житарица у турској кухињи је веома велики. Најчешће се служе као прилог уз главно јело, али припремљене на различите начине могу сачињавати и посебан оброк. У житарице спадају: булгур и пшеница.

## Предјела и мезе
Предјело као увод у главно јело у турској кухињи може бити хладно и топло. Највише су заступљена хладна предјела од поврћа на маслиновом уљу. У ову групу спадају различите долме, сарме, хладне салате од поврћа, итд. Топла предјела су различите врсте пецива и различите врсте бурека.

## Чорбе
Чорбе  заузимају значајно место у турској кухињи. Праве се од више различитих састојака, веома су богате и хранљиве и по потреби могу заменити главно јело. Најпознатије традиционалне чорбе су: чорба од пасираног црвеног поврћа, чорба од таране, чорба од киселог млека са додатком нане, бела чорба од шкембића, итд.

## Јела од меса и рибе
Бављење сточарством, уз номадски начин живота турских племена у постојбини, дефинисало је значај меса у турској култури исхране. Највише се конзумира говеђе, телеће и јагњеће месо, као и пилетина. Најпознатија јела из ове групе су: ћевап, ћуфте и специјалитети од морских плодова.

## Јела од поврћа
Поврће представља веома важан сегмент турске кухиње. Незаобилазна су јела од спанаћа, купуса, кромпира, пасуља, бораније и грашка. Ипак, посебно место међу поврћем заузима патлиџан, који се у народу зове и „краљ поврћа“ или „месо сиромаха“. Од патлиџана се може припремити преко две стотине различитих јела, од туршије, преко разних комбинација с месом и другим поврћем, па све до слатког патлиџана.

## Посластице
Слаткиши чине важан део турске кулинарске традиције. Постоји изрека која је често у употреби и која гласи: „Једимо слатко, слатко ћемо и причати.“ 
Турске посластице се деле на две велике групе: посластице од теста и посластице на бази млека.
Посластице од теста, са шербетом -ове посластице се праве од теста или од кора, прже се и пеку, а затим преливају шербетом. У ову групу спадају: баклава, тулумба, славујево гнездо, девојчина усна, женски пупак и многи други.
Посластице на бази млека-у ову групу спадају: стругано са дна казана, пилеће груди, сутлијаш, гулач, сладолед из Мараша, итд.
Остале посластице-најпознатије су алва и ратлук.

## Напици и пића
Кумис је традиционални напитак припреман од преврелог кобиљег млека, опорог укуса.
Чај је данас најзаступљенији напитак у Турској. Турски чај се припрема у дуплом чајнику. У горњем, мањем се налази концентрат чаја који се назива дем, док је у доњем прокувана вода. Сервира се у малим, стакленим чашама „витког струка“ тако што се приликом сипања по жељи подешава количина концентрата и воде.
Турска кафа се припрема у џезви, односно ибрику и то најчешће тако што се сви састојци, кафа, шећер и вода прво измешају, па се тек онда ставе да провре на ватри, чекајући да се појави пена. Пена се одлије у шољице па се сачека да кафа још једном проври.
Остали напици: Ајран, салеп, боза, шербет, шалгам и шира.

## Салате
У ову групу турских јела спадају: туршија, џаџик, салата од мешаног поврћа, салата од руколе у комбинацији са парадајзом, белим луком и зачинима, салата од лековите биљке тушт, салата од цаклењаче и медитеранска салата.

## Зачини и биљни додаци
Од зачина се највише користи бибер и алева паприка. Свежа или сушена, млевена нана ставља се у чорбе, кувана јела и салате ради лакшег варења. Користе се и црни ким, сушена рибизла, першун, целер, мајчина душица, кумин, анадолијски оригано, босиљак, мајоран, рузмарин, цимет, ловоров лист, коријандер, кардамон, ђумбир, куркума и други.